# Potosí (paroisse civile)
Pour les articles homonymes, voir Potosí (homonymie).
Potosí est l'une des quatre paroisses civiles de la municipalité d'Uribante dans l'État de Táchira au Venezuela. Sa capitale est Patio Redondo.